# شون موريس
شون موريس (10 سبتمبر 1968 في المملكة المتحدة - ) (بالإنجليزية: Sean Morris)‏ هو لاعب كريكت بريطاني. لعب مع نادي مقاطعة هامبشاير للكريكت ‏.

## وصلات خارجية
- شون موريس على موقع إي آس بي آن كريك إنفو (الإنجليزية)